# أشلي كولتر
أشلي كولتر هي مغنية كندية، ولدت في 26 أبريل 1983 في ليكشور في كندا.

## وصلات خارجية
- أشلي كولتر على موقع ميوزك برينز (الإنجليزية)